# 7-й Северо-Далматинский корпус

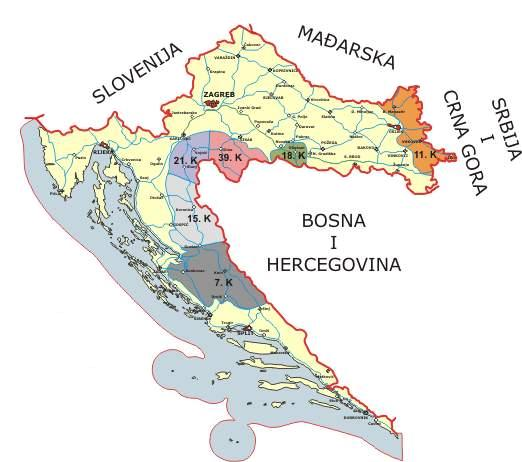
Зоны ответственности корпусов армии РСК. Зона ответственности 7-го Северо-Далматинского корпуса выделена темно-серым цветом

7-й Северо-Далматинский корпус (серб. 7. сјевернодалматински корпус) — армейский корпус в составе Вооруженных сил Республики Сербской Краины. Он был сформирован в октябре 1992 года из подразделений Территориальной обороны, милицейских подразделений и добровольцев. Вооружение и снаряжение корпус получил от Югославской Народной Армии. Задачей Корпуса была оборона Северной Далмации и столицы РСК Книна. По численности он был первым в краинской армии и насчитывал до 16 000 солдат и офицеров. Летом 1995 года его возглавлял генерал Слободан Ковачевич.

## Организация
Структура 7-го корпуса весной 1995 года:
- Штаб (Книн)
- 1-я легкопехотная бригада (Врлика)
- 2-я пехотная бригада (Кистанье)
- 3-я пехотная бригада (Бенковац)
- 4-я легкопехотная бригада (Обровац)
- 75-я моторизованная бригада (Дрниш)
- 92-я моторизованная бригада (Бенковац)
- 7-й легкий артиллерийско-ракетный полк ПВО (Книн)
- 7-й смешанный артиллерийский полк (Книн)
- 7-й смешанный противотанковый артиллерийский полк (Бенковац)
- 7-я тыловая база
- 7-й бронетанковый батальон
- инженерный батальон
- рота связи
- рота военной полиции
- разведывательная рота
- рота РХБЗ

## История
7-й Далматинский корпус участвовал во множестве военных операций. В июле 1995 года перед хорватской операцией «Буря» он был мобилизован и приведен в повышенную степень боевой готовности. В ходе «Бури» он на протяжении 4 и 5 августа оборонял позиции, а затем его бригады начали отступление в направлении города Срб на границе с Республикой Сербской. Командование 7-го Далматинского корпуса смогло эвакуировать большую часть техники и позднее передало её армии боснийских сербов. В их подразделениях осталась служить и часть солдат Корпуса. По мнению ряда исследователей, бригады Корпуса преждевременно оставили свои позиции, так как на большинстве направлений хорватские атаки были отбиты. Однако решение президента Мартича об эвакуации гражданского населения отрицательно сказалось на боевом духе бойцов, которые начали оставлять позиции для помощи своим семьям.